# Loxosceles diaguita
Espèce
Loxosceles diaguita est une espèce d'araignées aranéomorphes de la famille des Sicariidae.

## Distribution
Cette espèce est endémique de la région d'Antofagasta au Chili,. Elle se rencontre vers Paposo.

## Description
Le mâle holotype mesure 7,31 mm et la femelle paratype 9,71 mm, les mâles mesurent de 7,3 à 7,6 mm et les femelles de 9,7 à 10,8 mm.

## Étymologie
Son nom d'espèce lui a été donné en référence aux Diaguitas.

## Publication originale
- Brescovit, Taucare-Ríos, Magalhães & Santos, 2017 : On Chilean Loxosceles (Araneae: Sicariidae): first description of the males of L. surca and L. coquimbo, new records of L. laeta and three remarkable new species from coastal deserts. European Journal of Taxonomy, vol. 388, p. 1-20.